# Bakelit
Bakelit, formelt polyoxybenzylmethyleneglycolanhydrid, er et som oftest sort materiale og var verdens første industrielt fremstillede plast.
Bakelit blev opfundet af (og er opkaldt efter) den belgiske kemiker Leo Hendrik Baekeland i årene 1907-9. Bakelit er et stabilt varmeresistent kunstharpiks.
Bakelit bliver ikke brugt så meget som i sin storhedstid, da det er lidt skørt. Men det bliver stadig anvendt til håndtag til pander og gryder, elektriske sikringer, elektriske stik og muffer, og til elektriske jerndele.